# Ikehata Yosuke
Yosuke Ikehata (sinh ngày 7 tháng 6 năm 1979) là một cầu thủ bóng đá người Nhật Bản.

## Sự nghiệp câu lạc bộ
Yosuke Ikehata đã từng chơi cho Sanfrecce Hiroshima, Verdy Kawasaki, Oita Trinita, Ventforet Kofu và Kataller Toyama.